# Thelma G. Thurstone
Thelma Gwinn Thurstone, née le 11 décembre 1897 à Hume, dans le Missouri et morte le 12 février 1993 à Chapel Hill (Caroline du Nord), est une psychologue et une professeure d'université américaine.

## Biographie
Elle obtient une licence d'allemand (1915), puis un master de sciences de l'éducation (1918) à l'université du Missouri. Elle reçoit une bourse pour des études de psychologie au Carnegie Institute of Technology, qu'elle complète par des cours de mathématiques, où elle est la seule étudiante femme. Elle est chargée de cours en psychologie, et obtient son master de psychologie en 1923. Elle fait la connaissance de Louis Leon Thurstone, qui est alors professeur au « Carnegie Tech ». Thurstone prend des fonctions à Washington à l'Institute for Government Research, et lui propose un poste en 1923-1924. Ils  se marient en 1924 et ont trois enfants. Ils résident ensuite à Chicago, où L.L. Thurstone est nommé professeur de psychologie, et où elle s'inscrit en thèse de psychologie, qu'elle soutient en 1926. 
Entre 1923 et 1948, L.L et Thelma Thurstone créent puis développent des tests pour l'American Council of Education, l'ACE Psychological Examination for College Freshman, qui permettent de tester en vue de leur orientation les nouveaux étudiants. En 1938, ils mettent au point une version bêta du Chicago Tests of Primary Mental Abilities. Robert Burns et Lyle Spencer, avec le soutien des Thurstone, créent une association, la Science Research Associates, chargée de la diffusion de ces tests, auxquels s'ajoutent les texts SRA Tests of Educational Ability, puis la série Learning to Think. 
Elle est formatrice en psychologie au Chicago Teachers College (1938-1942), puis chercheure associée de l'université de Chicago (1942-1952). En 1948, elle a un poste de directrice des recherches sur les enfants des écoles publiques de Chicago, où elle supervise une équipe d'une soixantaine de psychologues scolaires. En 1952, elle s'installe avec son époux à Chapell Hill où elle a un poste de professeure à la faculté de sciences de l'éducation de l'université de Caroline du Nord à Chapel Hill où elle reste en poste jusqu'à sa retraite en 1968.

## Publications
- Factorial studies of intelligence, avec L.L Thurstone, Chicago, University of Chicago Press, 1941.
- The Chicago Tests of Primary Mental Abilities, for Ages 11-17, Chicago, Science Research Associates, 1941.
- The difficulty of a test and its diagnostic value, Journal of Educational Psychology, 23, 335-343, 1932.
- Primary mental abilities of children. Educational and Psychological Measurement, 1, 105-116, 1941.
- The tests of primary mental abilities, Personal and Guidance Journal, 35, 569-577, 1957.
- What is Intelligence, NEA Journal, 50, 50-54, 1961.
- PMA readiness level K-1, Chicago, Science Research Associates, 1974.